# Daniel Popescu (Fußballspieler)
Daniel „Dan“ Popescu (* 20. Februar 1988 in Tulcea) ist ein rumänischer Fußballspieler.

## Karriere
Popescu begann mit dem Fußballspielen bei Dunărea Galați und kam dort im Jahr 2006 in den Kader der ersten Mannschaft, die seinerzeit in der Liga II spielte. Dort konnte er sich rasch im Team etablieren und konnte sich mit seinem Verein zumeist im Mittelfeld der Liga platzieren. In der Winterpause 2012/13 holte ihn Lokalrivale Oțelul Galați in die Liga 1. Nach lediglich fünf Einsätzen in der Spielzeit 2012/13 erkämpfte er sich zu Beginn der Saison 2013/14 einen Stammplatz auf der linken Abwehrseite, den er im weiteren Saisonverlauf behaupten konnte. Auch in der Spielzeit 2014/15, an deren Ende Oțelul absteigen musste, war er fester Bestandteil der Mannschaft. Anschließend verpflichtete ihn Aufsteiger ACS Poli Timișoara, mit dem er sich am Ende der Saison 2015/16 über den Klassenverbleib freuen konnte. Im Sommer 2016 wechselte er zu Rekordmeister Steaua Bukarest. Dort konnte er sich nicht durchsetzen und kam nur dreimal zum Einsatz. Im Februar 2017 wurde er bis Saisonende an CS Concordia Chiajna ausgeliehen. Nach seiner Rückkehr wurde er bei Steaua nicht mehr berücksichtigt. Anfang 2018 verließ er den Klub zum abstiegsbedrohten CS Juventus Bukarest.